# Cosmogonie bambara
Bâtie sur la tradition du Komo, la cosmogonie bambara attribue le pouvoir de la création à un être suprême, Maa Ngala qui a créé toutes choses au moyen de la parole (kuma), force fondamentale qui émane de lui-même. 

## Mythe de la création
Maa Ngala, force infinie, Dieu-maître, créateur de toutes choses que nul ne peut situer dans le temps ni dans l'espace, créa Fan, un œuf à 9 divisions dans lequel Maa Ngala a introduit les 9 états fondamentaux de l'existence. Cet œuf donna naissance à vingt premières créatures dont il s'apercevra qu'aucune n'était digne de devenir son interlocuteur.
Alors, Maa-Ngala préleva un brin sur chacune des créatures pour créer l'Homme auquel Maa-Ngala donna le nom de « Maa », une partie de son propre nom, un nom divin qui lui confère le don de l'esprit et de la parole pour répondre à sa vocation essentielle d'interlocuteur chargé de veiller au maintien de l'harmonie universelle,.
Initié par son créateur, Maa transmit son savoir à sa descendance. Ce fut le début de la grande chaîne de transmission orale initiatique, qui se poursuit aujourd'hui au sein de la société du Komo.

## Organisation sociale
La cosmogonie bambara divise sa société en associations  secrètes.
On compte six associations hiérarchisées : Kono, Ntomo, Komo, Nama, Ciwara et Koré. Chacune  donnant lieu à une initiation comportant un enseignement secret.